# باول وليامز (لاعب كرة قدم أمريكية)
باول وليامز (بالإنجليزية: Paul Williams)‏ هو لاعب كرة قدم أمريكية أمريكي، ولد في 2 ديسمبر 1983 في هانفورد في الولايات المتحدة.

## وصلات خارجية
- باول وليامز على موقع مرجع كرة القدم المحترفة.كوم (الإنجليزية)